# Katrin Lauer
Katrin Lauer (* 1975) ist eine deutsche Sängerin, Musikerin und Songwriterin christlicher Popmusik.

## Leben
Sie studierte zunächst Musik auf Lehramt, danach in den Niederlanden an der Highschool voor de Kunsten Gesang. Noch während dieser Zeit gründete sie 2004 gemeinsam mit ihrem Mann Alexander Lauer und Eckhard Jung eine Popmusikschule namens Eigenart Music in Siegen.
Lauer wirkte bei Studioprojekten christlicher Musikproduzenten wie Albert Frey, Samuel Jersak oder Eberhard Rink mit. Sie sang in der Kopfermann-Band, bevor sie 2010 ihr Debütalbum veröffentlichte. Das Solowerk mit ausschließlich eigenen Songs erschien unter dem Titel In deinen Augen bei SCM Hänssler. Das Album wurde von ERF Pop im November 2010 zur CD der Woche gewählt.
Katrin Lauer lebt mit ihrem Mann und zwei Kindern in Siegen.

## Diskografie

### Alben
| Jahr | Titel           | Verlag       |
| ---- | --------------- | ------------ |
| 2010 | In deinen Augen | SCM Hänssler |

### Mitwirkung bei Konzeptprojekten
| Jahr | Titel                                        | Produzent       | Verlag       |
| ---- | -------------------------------------------- | --------------- | ------------ |
| 2002 | In Love With Jesus, Vol. 4                   | Arne Kopfermann | Gerth Medien |
| 2002 | Du bist Herr – Kids 2, Vol. 1                | Arne Kopfermann | Gerth Medien |
| 2002 | In Love With Jesus, Vol. 5                   | Arne Kopfermann | Gerth Medien |
| 2003 | In deinem Haus: A Tribute To Manfred Siebald | Arne Kopfermann | Gerth Medien |
| 2004 | Das, was mich atmen lässt: Chillout Worship  | Stefan Weyel    | Gerth Medien |
| 2005 | In Love With Jesus, Vol. 7                   | Arne Kopfermann | Gerth Medien |
| 2006 | Du bist Herr: Lieder aus Band 5, Vol. 1      | Arne Kopfermann | Gerth Medien |
| 2006 | Feiert Jesus!, Vol. 12                       | Albert Frey     | SCM Hänssler |
| 2006 | In Love With Jesus, Vol. 8                   | Arne Kopfermann | Gerth Medien |
| 2006 | Feiern und Loben, Vol. 7: Auf Jesus sehen    | Samuel Jersak   | SCM Hänssler |
| 2007 | Ich bin ja dein Kind                         | Eberhard Rink   | Gerth Medien |
| 2008 | Du bleibst an meiner Seite                   | Eberhard Rink   | Gerth Medien |
| 2011 | Feiert Jesus!, Vol. 17                       | Albert Frey     | SCM Hänssler |
| 2010 | Feiert Jesus – Hymns                         | Samuel Jersak   | SCM Hänssler |
| 2011 | Fröhliche Weihnachten                        | Samuel Jersak   | SCM Hänssler |